# Felixsee
Felixsee (em alto sorábio: Feliksowy Jazor) é um município da Alemanha, situado no distrito de Spree-Neiße, no estado de Brandemburgo. Tem 35,41 km² de área, e sua população em 2019 foi estimada em 1.920 habitantes.